# Повоштене таблице
Повоштене таблице су се користиле још пре наше ере као материјал за писање текстова, a нађене су у Помпеји. Познате су биле још и у Хомерово време (XIII век пре н. е.), јер их он спомиње у Илијади.  Настале су по угледу на глинене таблице јер је восак као материјал веома повољан и на њему се лакше урезивао текст.

## Израда и коришћење
Повоштене таблице су мале правоугаоне дрвене таблице које су правилно издубљене и оивичене уздигнутијим рубом на све четири стране. Касније су ове таблице израђиване од слонове кости, племенитог и неплеменитог метала, па и од кристала. У удубљење би се сипао восак, обојен или необојен, површина би се изгладила, па би се онда писало неким оштрим, зашиљеним предметом од метала, дрвета или слонове кости. Овакве таблице употребљаване су се у обичном, свакодневном животу (за записивање рачуна, уговора, писама), али и у друге сврхе. По Исидору Севиљском овај проналазак припада старим Грцима, о чему говори и Хомер кад спомиње pinax pytiktos. Међутим, непознато је да ли је на голом дрвету био урезан pinax, или је био утиснут у восак.

## Прибор за писање
На повоштеним таблицама урезивали су се знакови уз помоћ писаљке зване stillos, коју су на латинском језику изговарали stillus или graphium. Стилус (лат. stillus) је био алат којим се урезивао текст, претежно је био сачињен од метала, дрвета или пак слонове кости. Страна коју је држао преписивач била је затупљена, док при крају је био оштро зашиљен како би остављао трагове текста по подлози. Писало се утискивањем стилуса у восак који је претходно довољно загрејан (омекшан) како би могао да поприми облике утиснутих знакова. Таблице су потом биле премазиване маслиновим/боровим уљем. Изрази који су познати: sriberе, који углавном упућује на гребање зашиљеним делом писаљке, такође украшавање текста и фигура која представља разливање воска по уоквиреним таблицама. Тоболац (кутијица) је служио за одлагање и чување стилуса. Неисписану таблицу називали су tabula rasa, а исписану tabula cerada.  Демарат из Сузе, забринут за своју отаџбину од припрема Персијанаца против његове браће, доставио им је све те вести на таблицама. А да би обмануо персијске граничаре, он је главни текст вести исписао на голом дрвету, а онда их премазао воском на коме је забележио неке сасвим безначајне вести.

## Облици
Повоштене таблице су другачије називали: 
На грчком:
- pinax,
- pinakis,
- deltos,
- pytikon,
- grammareion,

На латинском: 
- tabulae,
- tabellae ceratae,
- cerussatae.[1]

Таблице су спајали (caruda) по две, три или више њих трачицом сачињеном од коже како би биле лакше преносиве, чак би биле спајане ради сачињавања дела које би се састојало из више написаних таблица како се остале не би загубиле. Скупина таквих таблица названа је codex. Ако су две таблице биле спојене, онда се таква свеска звала диптих, dypticha, dyplices; ако их је било три, онда trypticha, triptiches, од пет pentaptycha, од више њих polyptycha, multiplices. Врло мали облик таквих бележница називао се codicilli и pygillares.  Диптиси су се претежно израђивали на дрвету, међутим било је више материјала који су се користили за израду диптиха, некада су то били материјали рељефно украшени од посебне вредности.

## Употреба
Материјал као што су биле повоштене таблице је био претежно погодан за дописивање из разлога што разносач писма (tabellarius) предаје писмо примаоцу, а након прочитаног садржаја прималац је могао да отопи восак и поравна претходно написану таблицу и начини је празном (tabula rasa). Потом би одмах могао да утисне одговор на истој тој таблици коју је примио и пошаље назад пошиљаоцу преко tabellarius-a. Мана овог aжурног дописивања је била што те поруке нису могле да буду сачуване. Марцијал за ту врсту дописивања, у једном епиграму каже: delebis quotiens scripta novare velis. Познато је да је Клеопатра имала delataria onyhina kai krystallina, уметнички израђене. Украшени диприси, са ребелом од слонове кости, употребљаване  су и од стране новоизабраних конзула римске империје, у IV и V веку, да њима означе дан наступа своје службе. При том је на рељефу приказан био портрет дотичног конзула. Такви диптиси су касније, у средњем веку,  могли да се користе као корице за некакав текст претежно црквеног садржаја. Такође, у средњем веку на Истоку и 3ападу текст се урезивао на слоновој кожи. Повоштене таблице су заузимале превише простора и прашина је упадала у урезане линије знакова па потом је текст временом постајао све мање читљив. Због тога се замењене папирусом.

## Сачувани записи кроз време
Поједине земље употребљавале су повоштене таблице све до нашег доба. У Вороспатаку, у Трансилванији, старом рудинку злата,  1786. И 1788. су  пронађене две сачуване повоштене таблице античког света са писмом.  Делови текста који су дешифровани писани су мајускулним старим римским курзивом док је остали текст био неразумљив и самим тим је остао неразјашњен. Текстови су по први пут успешно дешифровани 1840. у расправи Libellus aurarius sive tabulae ceratae et antiquissimae et unicae Romanaeод стране  H.F.Massmanu-а, у Лајпцигу. Пронађени триптиси исписани са 4 стране који датирају из времена  131-167. године пре наше ере, било их је 25. Припадале су грађи приватноправних уговора, осигурања, a неке од њих представљале су дипломску грађу. Прве римске повоштене таблице пронађене су 1875. и 1876. године у вили римског банкара Luciusa Caeciliusa Jucundusa. Таквих таблица у дрвеном сандуку за одлагање ствари је било 127, биле су исписане у периоду 15. и 62. године нове ере. То су биле признанице и записи плаћених рачуна – perscriptiones, solutiones auctionariae...Сачуваних таблица од слонове кости броји преко 70 записа. Триптих из Меинингена, који је био  написан између 1179, 1187. године  је сачуван као један од средњовековних записа на повоштеним таблицама. Занимљиве су сачване tabellae ceratae са рачунима француских краљева (Луја IX, Филипа III и IV и др.) из XIII и XIV века.